# Susquehanna

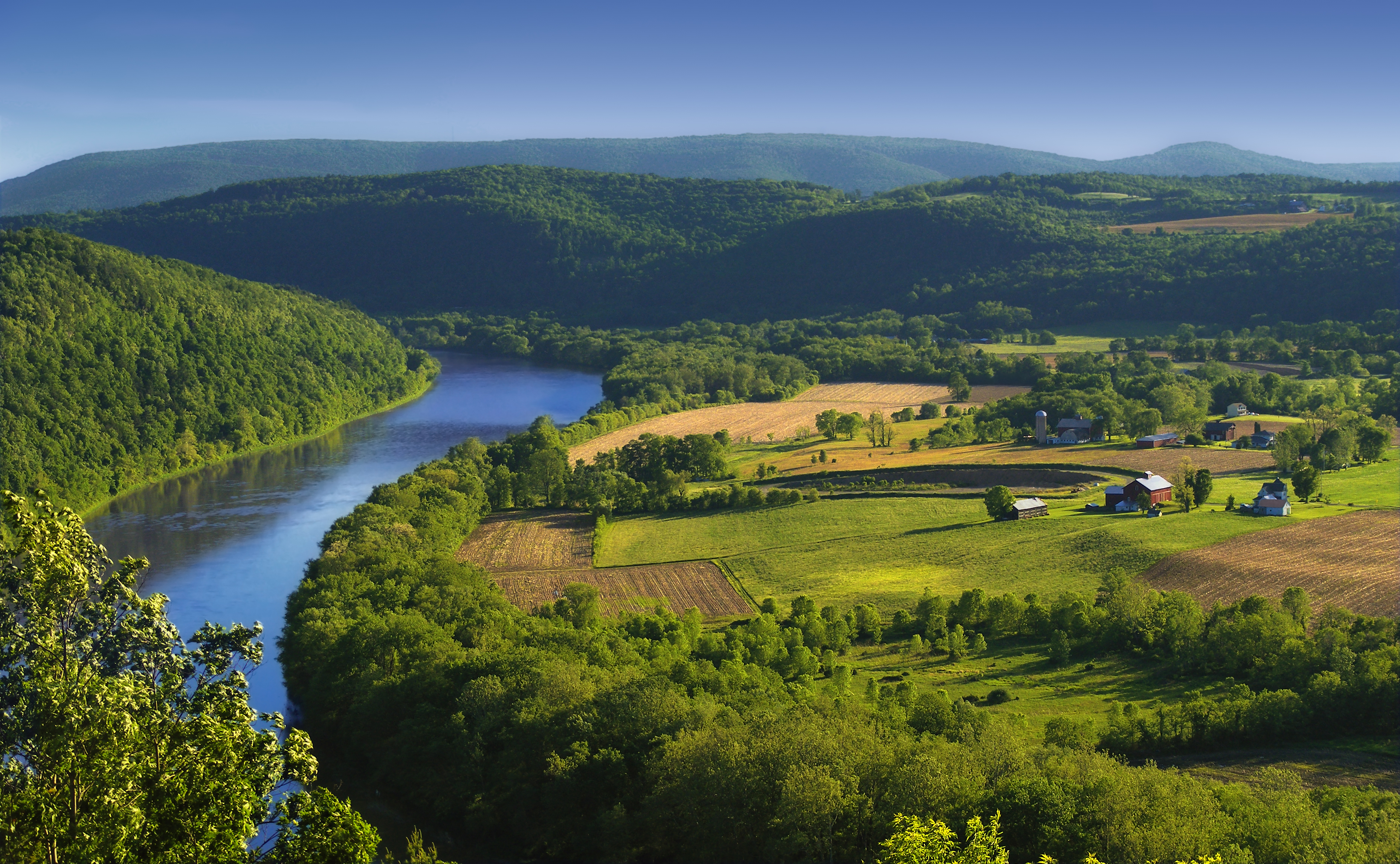
Susquehanna River i Bradford County, Pennsylvania.

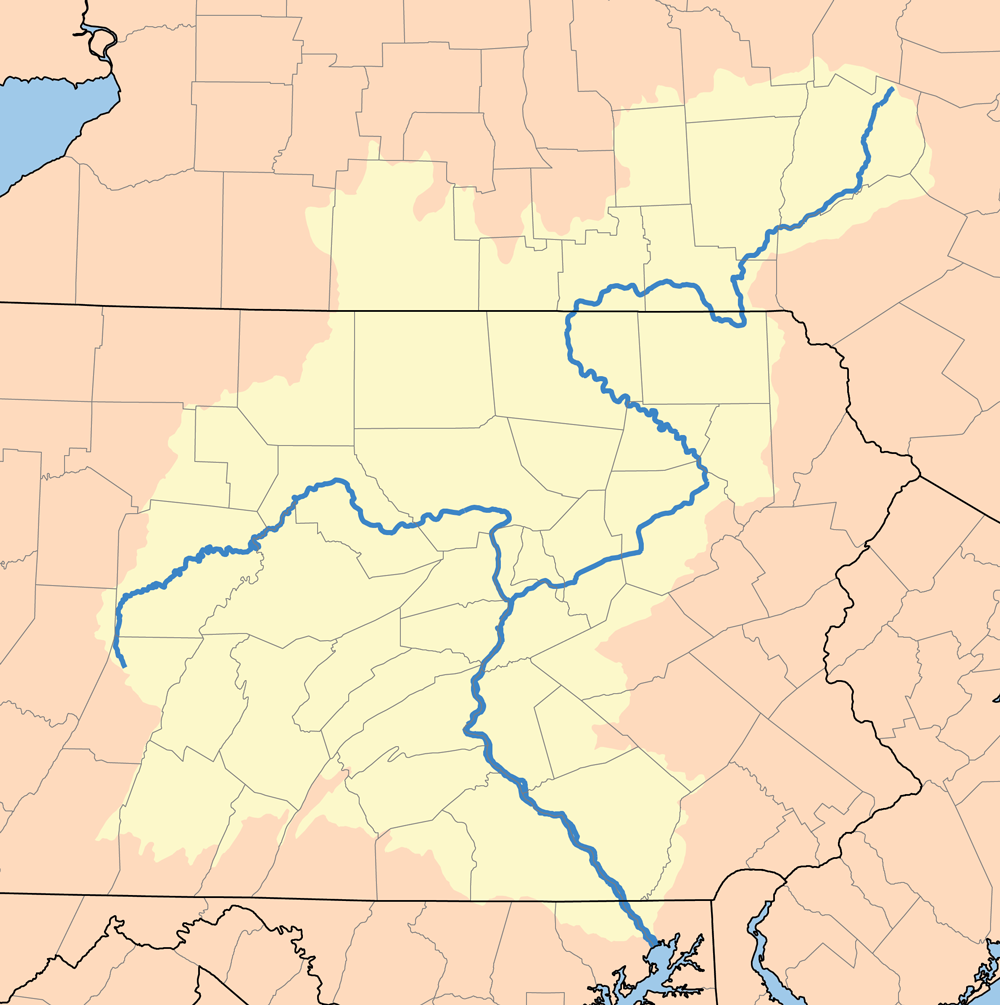
Karta över Susquehanna med avrinningsområde (gult).

Susquehanna (eg. Susquehanna River) är den amerikanska delstaten Pennsylvanias längsta flod, 730 kilometer lång. 
Den består av två huvudgrenar, varav den norra huvudgrenen kommer från New York, och den andra, västra grenen (West Branch Susquehanna River) kommer från västra Pennsylvania. Grenarna förenas i närheten av Northumberland, Pennsylvania. Största biflod efter West Branch är Juniata River. Därifrån rinner Susquehanna söderut och utmynnar i Chesapeake Bay.
Susquehanna är USA:s 16:de längsta flod, men är den längsta på USA:s östkust (Mexikanska golfen ej inräknad).